# Tethina angustipennis
Tethina angustipennis är en tvåvingeart som först beskrevs av Axel Leonard Melander 1952.  Tethina angustipennis ingår i släktet Tethina och familjen Canacidae.
Artens utbredningsområde är Kalifornien. Inga underarter finns listade i Catalogue of Life.